# 任光

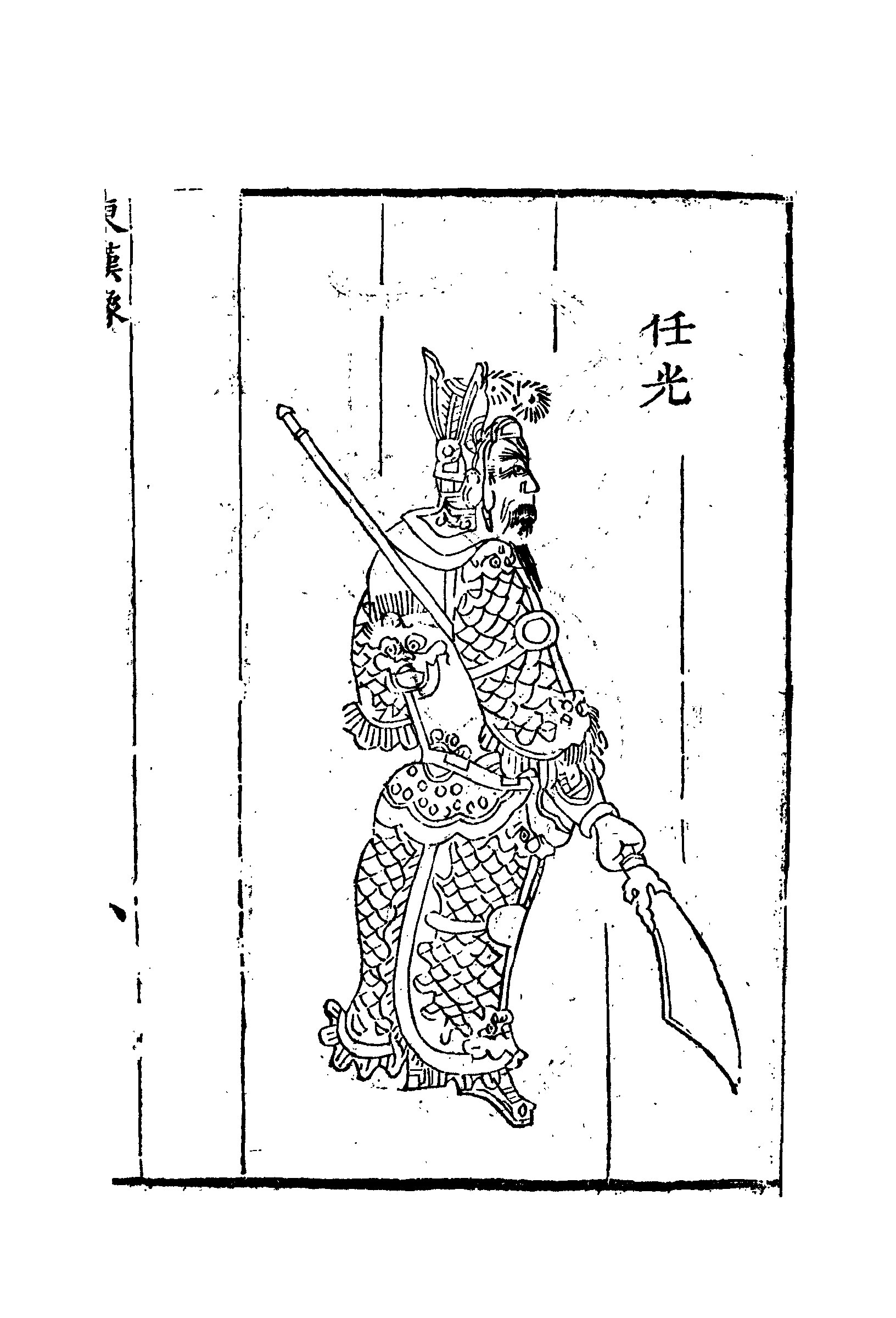
任光

任光（前1世紀？—29年），字伯卿，东汉南陽宛人。汉光武帝功臣雲台二十八将第24位（《後漢書》列传12）。

## 生平
任光少年时忠厚誠实，在乡里被人喜愛。开始做宛县卿嗇夫、郡县吏。劉玄的汉兵至宛，见任光冠服华美，便令他脱衣，将杀死他来夺得衣服。正好光祿勳刘赐（劉秀族兄）至，视任光有长者的容貌，便救了他。劉賜以他为安集掾、偏将軍，昆陽之战大破王莽的大司徒王尋、大司空王邑。
更始元年（23年），劉玄称皇帝（更始帝）至洛陽，任光为信都郡（今河北冀州市）太守。當時王郎同樣稱帝，不少郡国向其投降，任光与都尉李忠、县令萬脩守卫信都郡，拒絕投靠王郎。之後攜帶檄文的王郎使者來到信都，任光立刻斬杀他的使者，王郎隨即派出一支四千人規模的部隊攻打信都。
更始2年（24年），劉秀從薊县（今北京市）逃到信都投奔任光，劉秀命他为左大将軍，封武成侯。劉秀以信都郡为据点攻略周围城邑，最后攻下了王郎据守的邯鄲。
建武2年（26年），改封阿陵侯，食邑一万户。建武5年（29年），召至洛陽奉朝請。同年冬，病逝，他的兒子叫任隗。

## 世系图
| 阿陵侯任光 |  |  |  |  |  |
|            |  |  |  |  |  |
| 阿陵侯任隗 |  |  |  |  |  |
|            |  |  |  |  |  |
| 西阳侯任屯 |  |  |  |  |  |
|            |  |  |  |  |  |
| 西阳侯任胜 |  |  |  |  |  |
|            |  |  |  |  |  |
| 北乡侯任世 |  |  |  |  |  |

## 延伸阅读
[在维基数据编辑]
 《後漢書·卷21》，出自范晔《後漢書》
 《東觀漢記》
 在维基共享资源阅览影像